# Cultura acheuliana

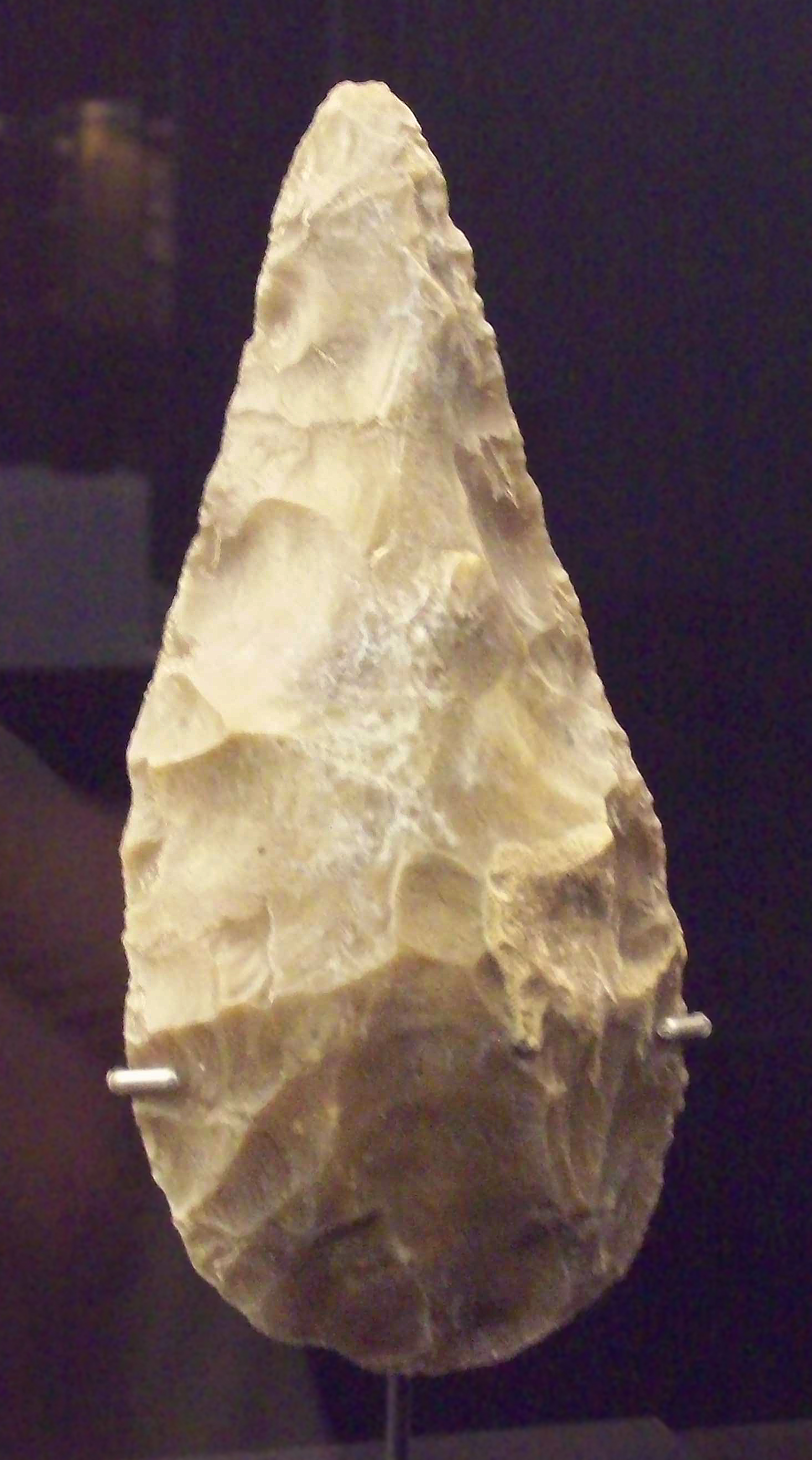
Biface acheulense de 200 000 anos, encontrado em Madrid (Espanha).

Acheuliana, Acheliana, Acheulense ou Achelense (de Saint-Acheul, Amiens, França), ou ainda Indústria de Modo 2, é uma indústria lítica situada na época do segundo interglacial caracterizada pelos distintos bifaces ovais e em formato de pera associados ao Homo erectus e espécies derivadas, tais como Homo heidelbergensis. Os bifaces acheulenses são caracterizados por ter um perfil muito regular.
As ferramentas acheulenses foram produzidas durante a era do Paleolítico Inferior em toda a África e em grande parte da Ásia Ocidental, Ásia Meridional, Ásia Oriental e Europa, e são tipicamente encontradas com restos de Homo erectus. Pensa-se que a tecnologia acheulense se desenvolveu pela primeira vez há cerca de 1,76 milhões de anos, derivada da mais primitiva tecnologia Olduvaiense associada ao Homo habilis. O Acheulense inclui pelo menos a parte inicial do Paleolítico Médio. Seu fim não está bem definido, dependendo se o Sangoano (também conhecido como "Epi-Acheuliano") está incluído, ele pode ser tomado como durando até tão tarde quanto 130.000 anos atrás. Na Europa e na Ásia Ocidental, os primeiros Neandertais adotaram a tecnologia acheulense, transitando para o Musteriense há cerca de 160.000 anos.

## Etimologia
A cultura acheulense (francês: Acheuléen) deriva do nome da comuna de Saint-Acheul, local onde, no século XIX, foram encontradas várias ferramentas pertencentes a esta cultura.

## História da pequisa

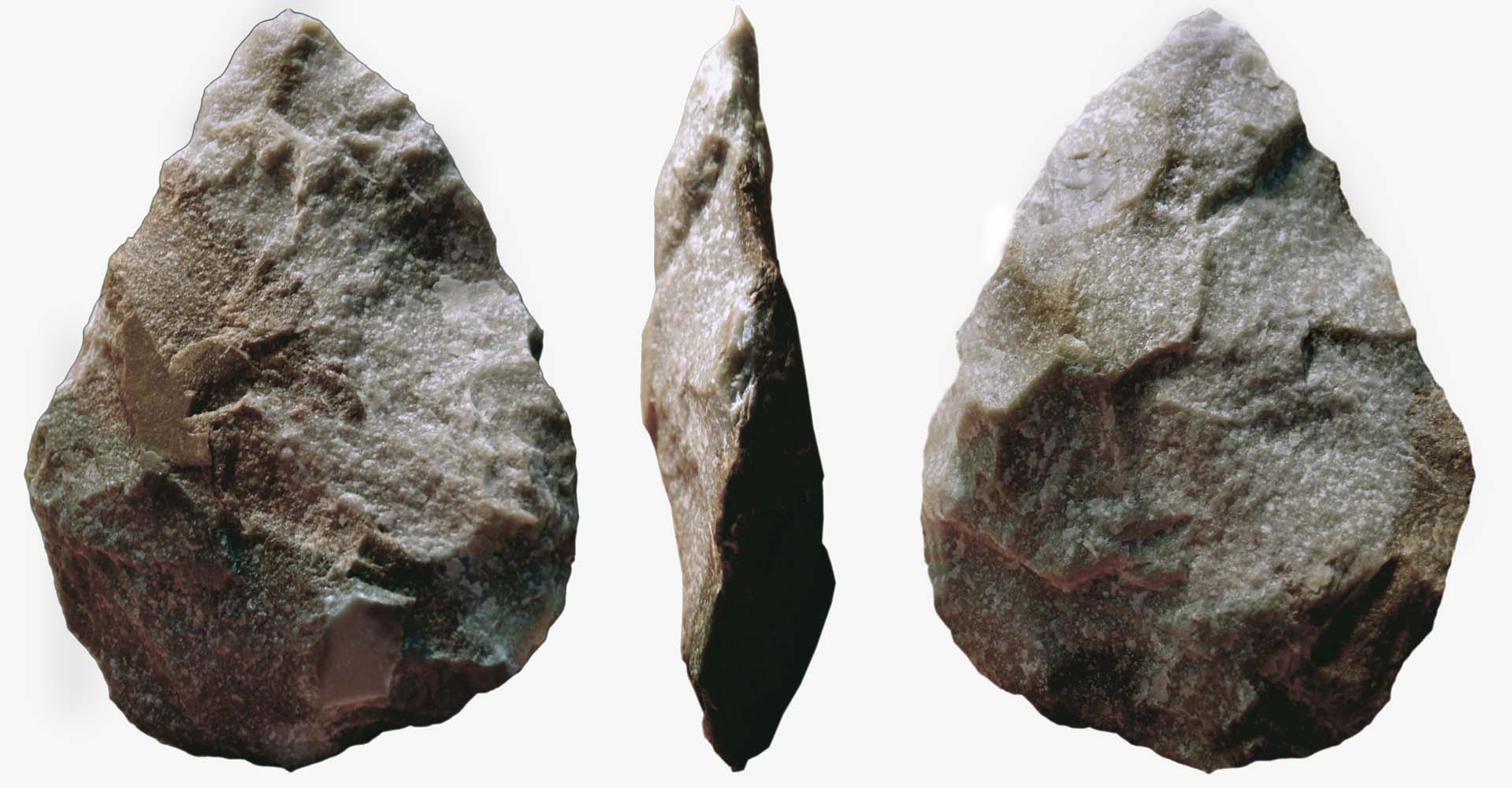
Um biface cordiforme como comumente no Acheulense (réplica).

O sítio epônimo para o Acheulense é Saint-Acheul, um subúrbio de Amiens, a capital do departamento de Somme, na Picardia, França, onde artefatos foram encontrados em 1859.
John Frere é geralmente creditado como sendo o primeiro a sugerir uma data muito antiga para os bifaces acheulenses. Em 1797, ele enviou dois exemplos para a Academia Real em Londres de Hoxne em Suffolk. Ele os havia encontrado em depósitos de lagos pré-históricos junto com ossos de animais extintos e concluiu que eles foram feitos por pessoas "que não tinham o uso de metais" e que pertenciam a um "período muito antigo, mesmo além do mundo atual". Suas ideias foram, no entanto, ignoradas por seus contemporâneos.
Posteriormente, Jacques Boucher de Crèvecœur de Perthes, trabalhando entre 1836 e 1846, coletou mais exemplos de bifaces e ossos de animais fossilizados dos terraços de cascalho do rio Somme, perto de Abbeville, no norte da França. Novamente, suas teorias atribuindo grande antiguidade às descobertas foram desdenhadas por seus colegas, até que um dos principais adversários de Perthe, o Dr. Marcel Jérôme Rigollot, começou a encontrar mais ferramentas perto de Saint Acheul. Após visitas a Abbeville e Saint Acheul pelo geólogo Joseph Prestwich, a idade das ferramentas foi finalmente aceita.
Em 1872, Louis Laurent Gabriel de Mortillet descreveu as ferramentas bifaces características como pertencentes à L'Epoque de St Acheul. A indústria foi renomeada como a Acheulense em 1925.

## Datação

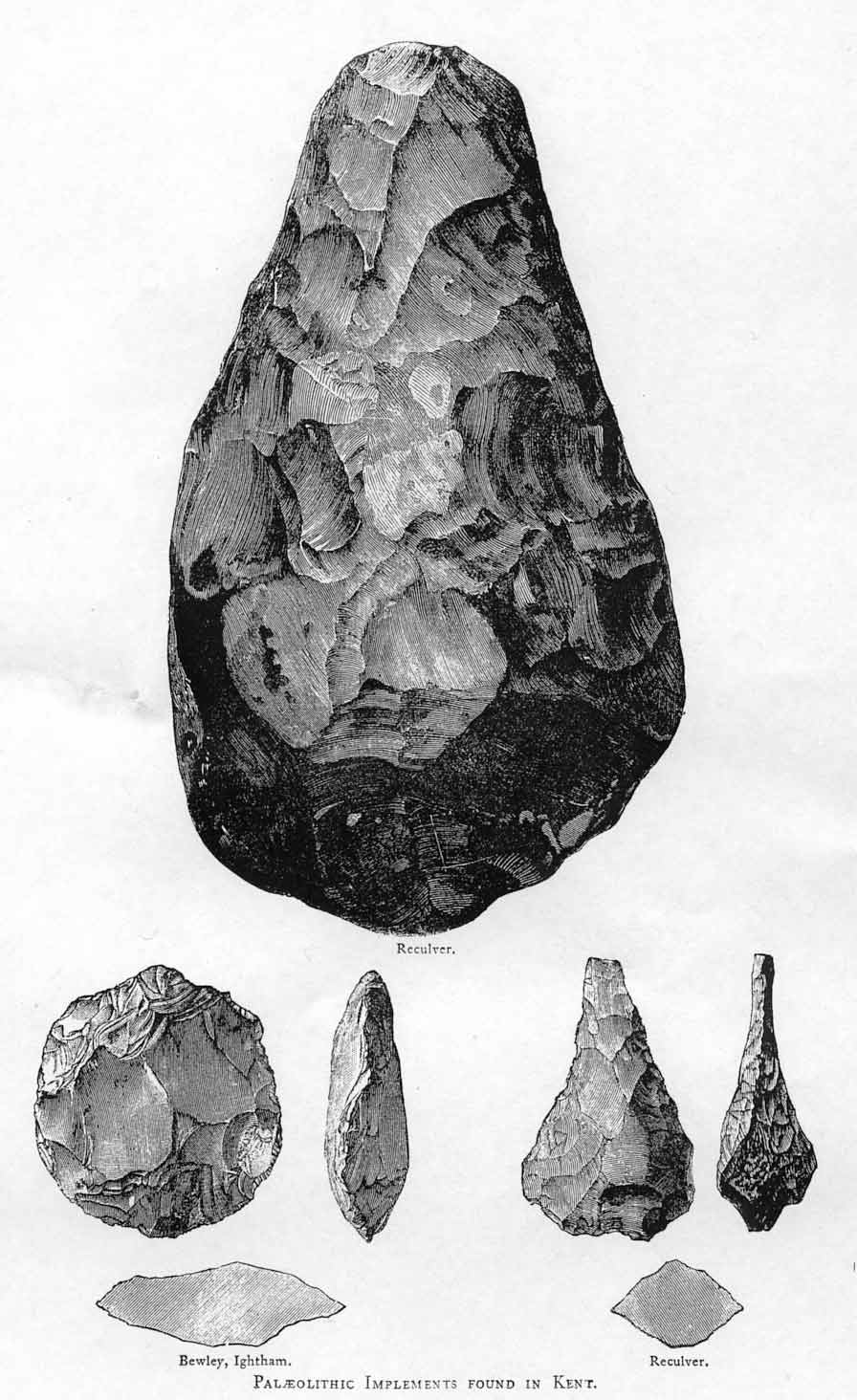
Bifaces acheulenses de Kent. Os tipos mostrados são (no sentido horário a partir do topo) cordado, ficron, e oval.

Enquanto a cultura olduvaiense apareceu no leste da África há cerca de 2,5 milhões de anos, a cultura acheulense é datada de um período entre 1,5 milhões e 200.000 anos atrás, cujos vestígios mais antigos foram encontrados na região da Turkana ocidental, no Quênia. A tecnologia acheulense estendeu-se primeiro pelo vale do Rift e pela África Oriental, como demonstram os achados na Camada II da jazida de Olduvai, na Tanzânia e na região de Konso, ao sul da Etiópia, que datam de cerca de 1,5 milhões de anos. A cultura é caracterizada pelos bifaces, fendedores (biface ao que davam um golpe oblíquo) e por uma elaboração mais complexa, podendo dividir-se em várias fases de aperfeiçoamento. O primeiro usuário de ferramentas acheulianas pode ter sido o Homo ergaster, que apareceu pela primeira vez há cerca de 1,8 milhão de anos (nem todos os pesquisadores usam este nome formal, e em vez disso preferem chamar estes usuários de Homo erectus arcaicos). Entretanto, é impossível saber ao certo se o Homo ergaster foi o único fabricante de ferramentas acheulenses, já que outras espécies de hominídeos, como o Homo habilis, também viviam na África Oriental nesta época.
O fornecimento de datas calêndricas e sequências cronológicas ordenadas no estudo da fabricação inicial de ferramentas de pedra é frequentemente realizado através de uma ou mais técnicas geológicas, tais como datação radiométrica, muitas vezes datação potássio–argônio e magnetostratigrafia. Desde a Formação Konso da Etiópia, os bifaces acheulianos são datados até cerca de 1,5 milhão de anos atrás usando a datação radiométrica de depósitos contendo cinzas vulcânicas. Estas ferramentas acheulianas particulares foram datadas recentemente através do método de magnetostratigrafia a cerca de 1,76 milhão de anos atrás, tornando-as as mais antigas não apenas na África, mas no mundo.
A partir da datação geológica de depósitos sedimentares, parece que o Acheulense se originou na África e se espalhou para áreas asiáticas, do Oriente Médio e da Europa entre 1,5 milhão e cerca de 800 mil anos atrásEm regiões individuais, esta datação pode ser consideravelmente refinada; na Europa, por exemplo, pensava-se que os métodos acheulenses não alcançaram o continente até cerca de 500 mil anos atrás. Entretanto, pesquisas mais recentes demonstraram que os bifaces da Espanha foram feitos há mais de 900.000 anos.
Técnicas relativas de datação (baseadas em uma presunção de que a tecnologia progride com o tempo) sugerem que as ferramentas acheulenses seguiram os métodos anteriores de fabricação de ferramentas mais rudimentares, mas há uma considerável sobreposição cronológica nas primeiras indústrias pré-históricas de pedra, com evidências em algumas regiões de que os grupos de usuários de ferramentas acheulenses eram contemporâneos com outras indústrias menos sofisticadas, como a Clactoniense e depois também com a Musteriense, mais sofisticada. É importante, portanto, não ver o Acheulense como um período bem definido ou que aconteceu como parte de uma sequência clara, mas como uma técnica de fabricação de ferramentas que floresceu especialmente bem na pré-história inicial. A enorme dispersão geográfica das técnicas acheulenses também torna o nome pesado, pois representa inúmeras variações regionais sobre um tema semelhante. O termo Acheulense não representa uma cultura comum no sentido moderno, mas sim um método básico de fabricação de ferramentas de pedra que era compartilhado em grande parte do Velho Mundo.
As primeiras panóplias acheulenses frequentemente contêm numerosos lascas ao estilo Olduvaiense e formas centrais e é quase certo que o Acheulense se desenvolveu a partir desta indústria mais antiga. Estas indústrias são conhecidas como Olduvaiense Desenvolvido e são quase certamente transitórias entre o Olduvaiense e o Acheulense.
Os tempos finais regionais subdivididos do Acheulense mostram que ele persistiu muito depois da difusão das tecnologias do Paleolítico Médio em múltiplas regiões continentais e terminou com mais de 100.000 anos de diferença — na África e no Oriente Próximo: 175–166 mil anos, na Europa: 141–130 mil anos e na Ásia: 57–53 mil anos.

## Ferramentas de pedra acheulenses

### Estágios

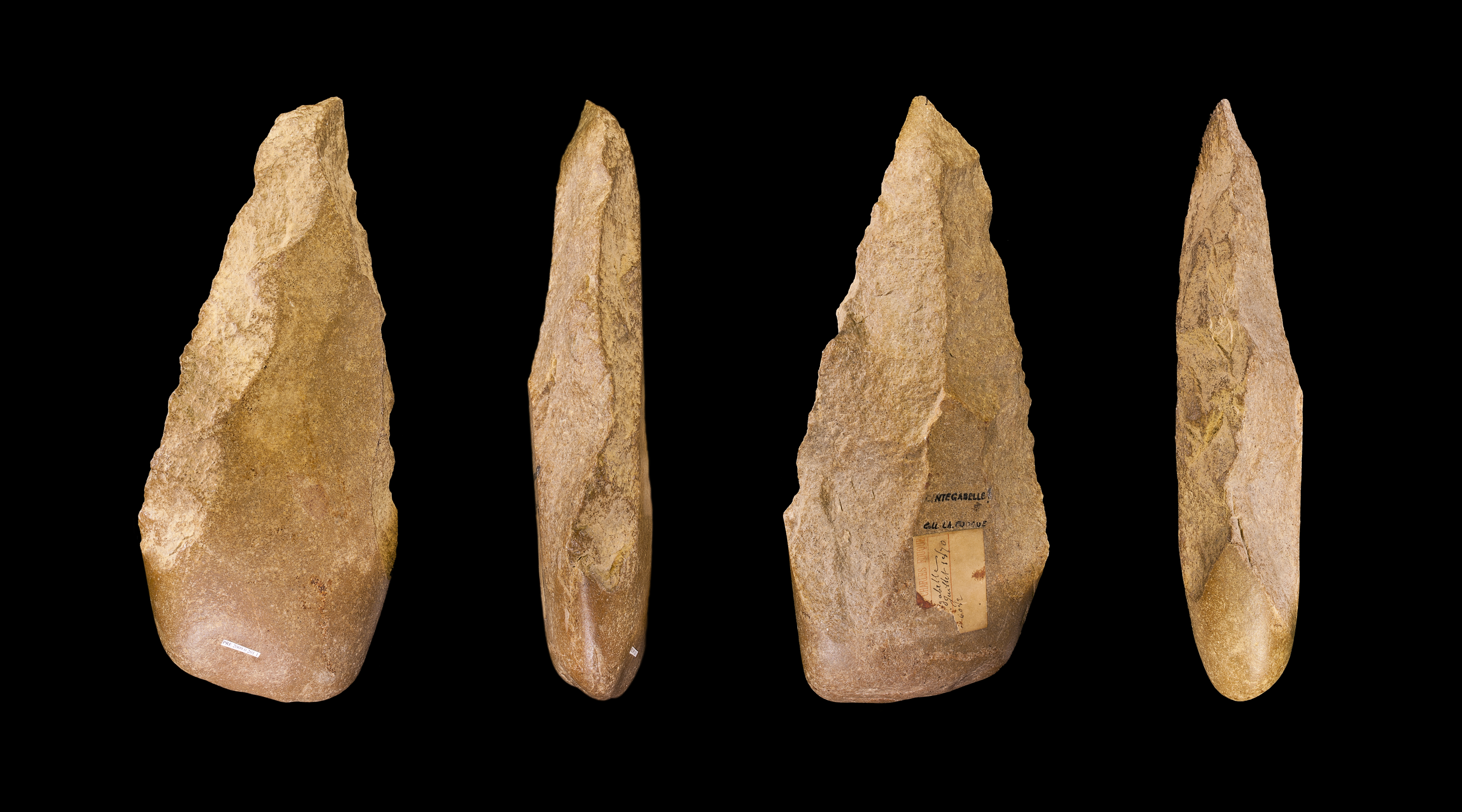
Um biface acheulense, Haute-Garonne, França – MHNT

Nas quatro divisões de trabalho com pedras pré-históricas, os artefatos acheulenses são classificados como Modo 2, o que significa que são mais avançados do que as ferramentas (geralmente anteriores) do Modo 1 das indústrias Clactoniense ou Olduvaiense/Abbevilliense, mas sem a sofisticação do (geralmente posterior) Modo 3 da tecnologia Paleolítica Média, exemplificada pela indústria Musteriense.
As indústrias de Modo 1 criaram ferramentas em lascas brutas golpeando em uma pedra adequada com um percutor. A lasca resultante que se rompia teria um gume afiada natural para cortar e poderia depois ser ainda mais afiada, se necessário, golpeando outra lasca menor do gume (conhecido como "retoque"). Estes primeiros fabricantes de ferramentas também podem ter trabalhado a pedra de onde tiraram a lasca (conhecido como um núcleo) para criar núcleos de picadores, embora haja algum debate sobre se estes itens eram ferramentas ou apenas núcleos descartados.
Os fabricantes de ferramentas acheulenses de Modo 2 também usaram o método de ferramentas de lascas de Modo 1, mas o complementaram usando ossos, chifres ou madeira para moldar ferramentas de pedra. Este tipo de percussão, em comparação com a pedra, proporciona mais controle sobre a forma da ferramenta acabada. Ao contrário das indústrias anteriores de Modo 1, era o núcleo que era prezado sobre as lascas que vinham dele. Outro avanço foi que as ferramentas do Modo 2 eram trabalhadas simetricamente e em ambos os lados, indicando um maior cuidado na produção da ferramenta final.
Como o período de uso das ferramentas acheulenses é muito vasto, esforços foram feitos para classificar vários estágios como a divisão de John Wymer em Acheulense arcaico, Acheulense médio, Acheulense médio-tardio e Acheulense tardio para material da Grã-Bretanha. Estes esquemas são normalmente regionais e suas datas e interpretações variam.
Na África, há uma diferença distinta nas ferramentas feitas antes e depois de 600.000 anos atrás com o grupo mais antigo sendo mais espesso e menos simétrico e o mais jovem sendo aparado mais extensivamente.

### Manufatura
A principal inovação associada com os bifaces acheulenses é que a pedra foi trabalhada simetricamente e de ambos os lados. Por esta última razão, os bifaces são, juntamente com os clivadores, ferramentas trabalhadas bifacialmente que poderiam ser fabricadas a partir dos grandes flocos propriamente ditos ou a partir de núcleos preparados.
Os tipos de ferramentas encontradas nas panóplias acheulenses incluem bifaces pontiagudos, cordados, ovalados, ficron e bout-coupé (referindo-se às formas da ferramenta final), clivadores, lascas retocadas, raspadores e ferramentas de corte segmentar. Os materiais utilizados eram determinados pelos tipos de pedras locais disponíveis; a pedra é mais frequentemente associada às ferramentas, mas seu uso se concentra na Europa Ocidental; na África, por exemplo, rochas sedimentares e ígneas, como lamito e basalto, foram mais amplamente utilizadas. Outros materiais de origem incluem calcedônia, quartzito, andesito, arenito, cherte e folhelho. Mesmo rochas relativamente macias como o calcário poderiam ser exploradas. Em todos os casos os fabricantes de ferramentas trabalhavam seus bifaces próximo às fontes de suas matérias-primas, sugerindo que o Acheulense era um conjunto de habilidades passadas entre grupos individuais.
Algumas ferramentas menores foram feitas a partir de grandes lascas que foram golpeadas a partir de núcleos de pedra. Estas ferramentas em lascas e os distintos resíduos de lascas produzidos na fabricação de ferramentas acheuleanias sugerem uma técnica mais considerada, que exigia ao fabricante de ferramentas pensar um ou dois passos à frente durante o trabalho, que exigia uma sequência clara de passos para criar talvez várias ferramentas em uma só sessão.
Um percutor duro seria usado primeiro para desbastar a forma da ferramenta da pedra, removendo grandes lascas. Estas grandes lascas poderiam ser reutilizadas para criar ferramentas. O fabricante da ferramenta trabalharia ao redor da circunferência do núcleo de pedra restante, removendo lascas menores alternadamente de cada face. A cicatriz criada pela remoção da lasca anterior proporcionaria uma plataforma impressionante para a remoção do próximo. Golpes ou falhas mal avaliadas no material utilizado poderiam causar problemas, mas um fabricante de ferramentas habilidoso poderia superá-los.
Uma vez criada a forma bruta, uma nova fase de lascamento era empreendida para tornar a ferramenta mais fina. As lascas de desbaste eram removidas com um percutor mais suave, como osso ou chifre. O percutor mais macio exigia uma preparação mais cuidadosa da plataforma de golpeio e esta seria aberta usando uma pedra grossa para garantir que o martelo não escorregasse quando batido.
A modelagem final era então aplicada ao gume de corte utilizável da ferramenta, novamente usando a remoção refinada de lascas. Algumas ferramentas acheulenses eram afiadas em seu lugar pela remoção de uma "lasca fatiadora". Esta era golpeada a partir do gume lateral do biface próximo à área de corte pretendida, resultando na remoção de uma lascas correndo ao longo (paralelamente) da lâmina do machado para criar um gume de trabalho limpo e muito afiado. Esta distinta "lasca fatiadora" pode ser identificada entre os detritos que se encontram nos sítios acheulenses.

### Uso

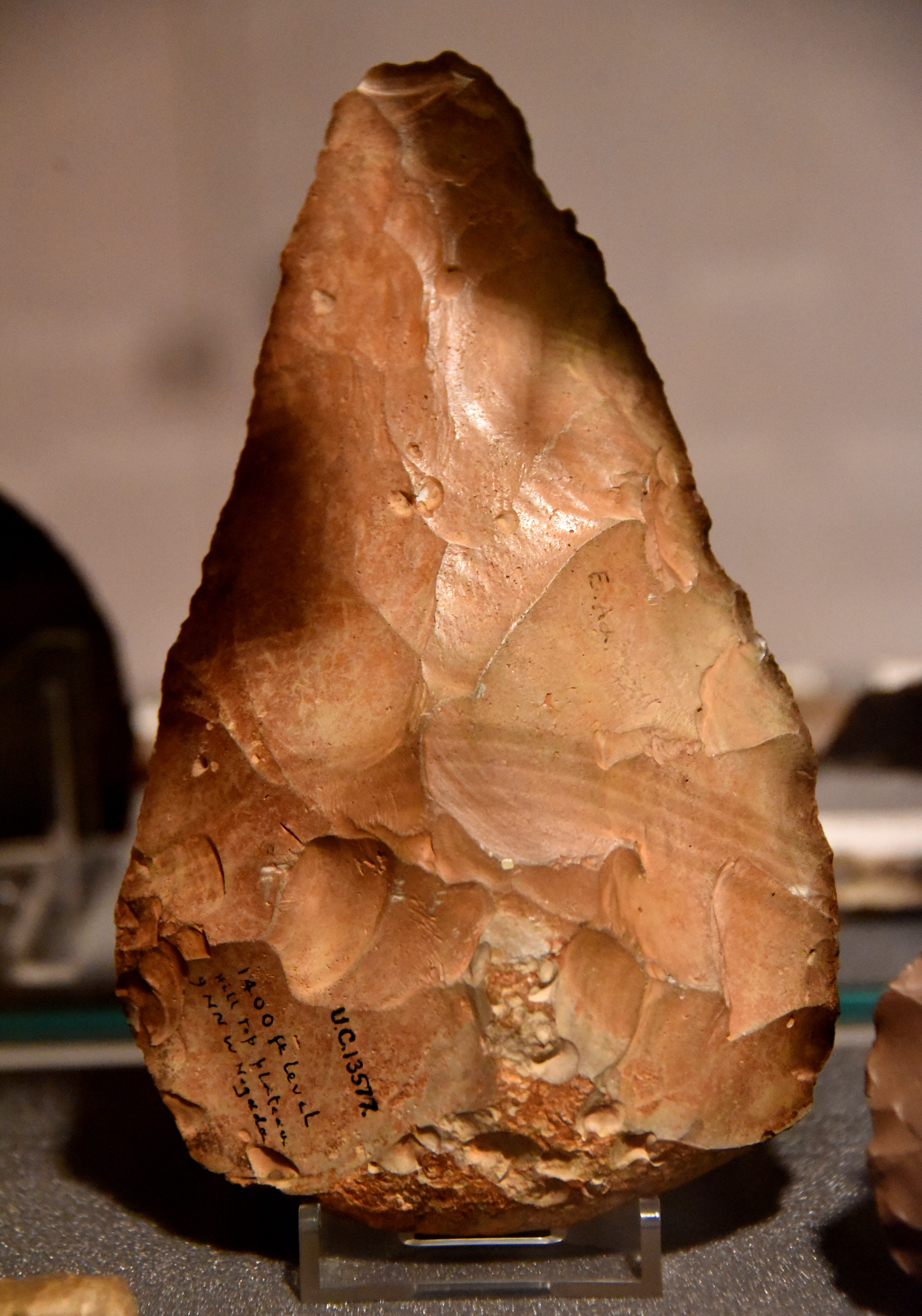
Biface acheulense do Egito. Encontrado em um planalto no topo de uma colina, a 426 m acima do nível do mar, 14,4 km a noroeste da cidade de Naqada, Egito. Artefato paleolítico exposto no Museu Petrie de Arqueologia Egípcia de Londres.

Loren Eiseley calculou que as ferramentas acheulenses possuem um gume útil de 20 centímetros (8 polegadas), tornando-as muito mais eficientes do que a média de 5 centímetros (2 polegadas) das ferramentas olduvaienses.
A análise do desgaste de uso das ferramentas acheulenses sugere que geralmente não havia especialização nos diferentes tipos criados e que eles eram implementos multiuso. As funções incluíam cortar madeira de uma árvore, cortar carcaças de animais assim como raspar e cortar peles quando necessário. Algumas ferramentas, entretanto, poderiam ter sido mais adequadas para cavar raízes ou cortar a carne de animais do que outras.
Teorias alternativas incluem o uso de bifaces ovais como uma espécie de disco de caça a ser lançado contra a presa. Incrivelmente, há também exemplos de sítios onde centenas de bifaces, muitos impraticáveis e também aparentemente não utilizados, foram encontrados em estreita associação. Sítios como Melka Kunturé na Etiópia, Olorgesailie no Quênia, Isimila na Tanzânia e Kalambo Falls na Zâmbia produziram evidências que sugerem que os bifaces acheulenses podem não ter tido sempre um propósito funcional.
Recentemente, foi sugerido que os usuários de ferramentas acheulenses adotaram o biface como um artefato social, o que significa que ele incorporava algo além de sua função de ferramenta de corte de carne ou madeira. Saber como criar e usar essas ferramentas teria sido uma habilidade valiosa e as mais elaboradas sugerem que elas desempenhavam um papel na identidade de seus proprietários e em suas interações com outros. Isto ajudaria a explicar a aparente "supersofisticação" de alguns exemplares, que podem representar um "significado social historicamente acumulado".
Uma teoria vai além e sugere que alguns bifaces especiais foram feitos e exibidos por machos em busca de uma companheira, usando um biface grande e bem feito para demonstrar que eles possuíam força e habilidade suficientes para passar para seus descendentes. Uma vez que atraíam uma fêmea em uma reunião de grupo, sugere-se que eles descartassem seus bifaces, explicando talvez porque tantos são encontrados juntos.

#### Biface como um núcleo remanescente
O talho de pedra com destreza digital limitada torna o centro da massa a direção necessária para a remoção de lascas. A física então dita um padrão de extremidade circular ou oval, semelhante ao biface, para um núcleo remanescente após a produção das lascas. Isto explicaria a abundância, ampla distribuição, proximidade à fonte, forma consistente e falta de uso real destes artefatos.

#### Dinheiro
Mimi Lam, uma pesquisadora da Universidade de British Columbia, sugeriu que os bifaces acheulenses se tornaram "a primeira mercadoria": Um bem ou serviço comercializável que tem valor e é usado como um item para troca".

### Distribuição

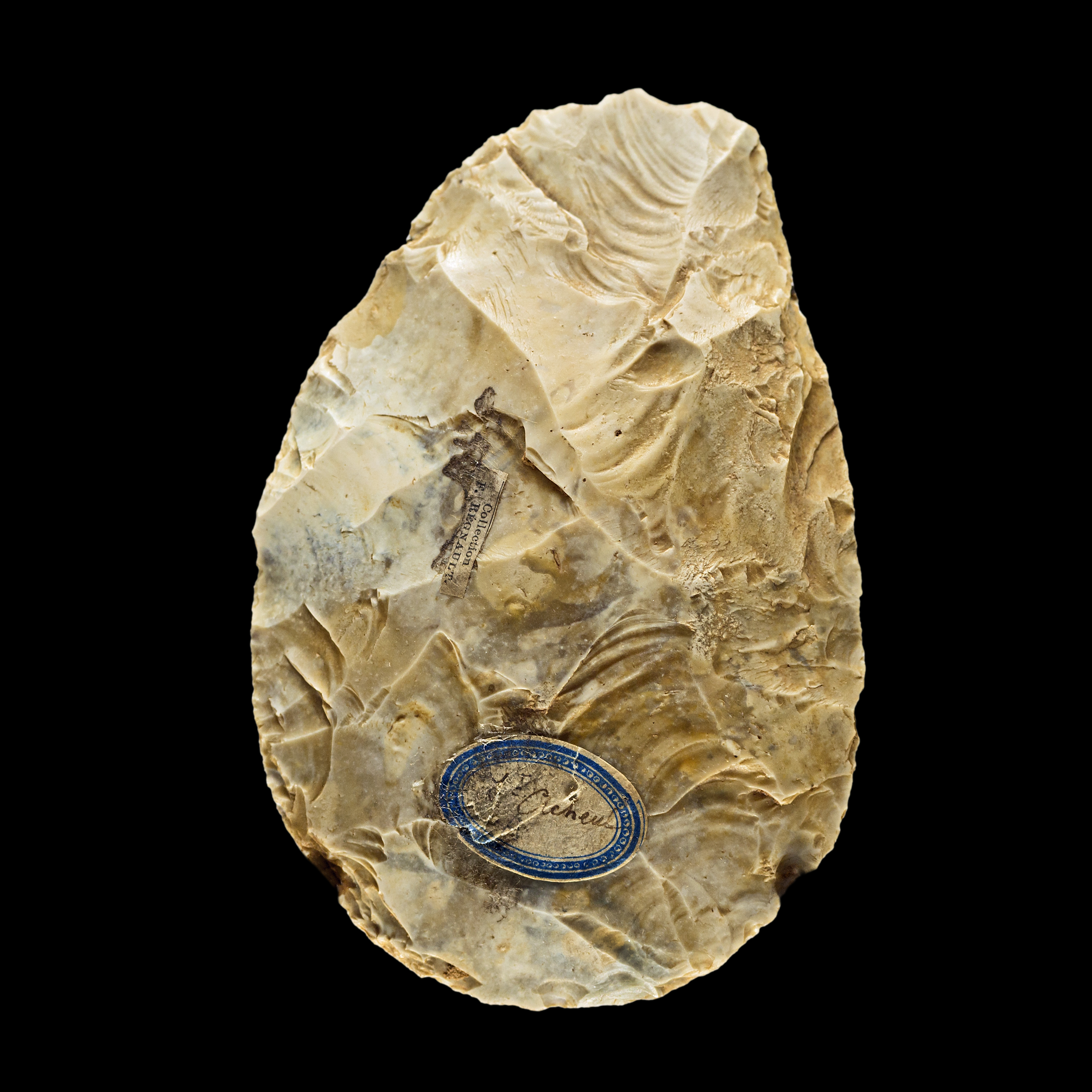
Biface acheulense de Saint Acheul

A distribuição geográfica dos instrumentos acheulenses — e, portanto, dos povos que os fabricaram — é frequentemente interpretada como sendo o resultado de fatores paleoclimáticos e ecológicos, como a glaciação e a desertificação do Saara.
Ferramentas de pedra acheulenses foram encontradas em todo o continente africano, exceto na densa floresta tropical ao redor do rio Congo, que se pensa só ter sido colonizada por hominídeos mais tarde. Pensa-se que da África seu uso se espalhou para o norte e leste da Ásia: da Anatólia, através da Península Arábica e os modernos Irã e Paquistão, para a Índia, e mais além. Na Europa, seus usuários alcançaram a Bacia Panônica e as regiões do Mediterrâneo ocidental, a França moderna, os Países Baixos, o oeste da Alemanha e o sul e centro da Grã-Bretanha. Áreas mais ao norte não viram ocupação humana até muito depois, devido à glaciação. Em Athirampakkam, Chennai, Tamil Nadu, Índia, a era acheuleana começou em 1,51 milhão de anos e é também anterior à do norte da Índia e da Europa.
Até a década de 1980, pensava-se que os humanos que chegaram à Ásia Oriental abandonaram a tecnologia dos bifaces de seus antepassados e adotaram ferramentas de corte irregular. Uma divisão aparente entre as indústrias de ferramentas acheulean e não acheulenses foi identificada por Hallam L. Movius, que desenhou a Linha Movius pelo norte da Índia para mostrar onde as tradições pareciam divergir. Descobertas posteriores de ferramentas acheulenses em Chongokni, na Coréia do Sul, e também na Mongólia e na China, porém, lançaram dúvidas sobre a confiabilidade da distinção de Movius. Desde então, uma divisão diferente, conhecida como Linha Roe, foi sugerida. Ela atravessa o norte da África até Israel e daí até a Índia, separando duas técnicas diferentes utilizadas pelos fabricantes de ferramentas acheulenses. Ao norte e leste da Linha Roe, os bifaces acheulenses eram feitos diretamente de grandes nódulos e núcleos de pedra; enquanto ao sul e oeste, eles eram feitos de lascas golpeadas a partir destes nódulos.

## Usuário de ferramentas acheulenses

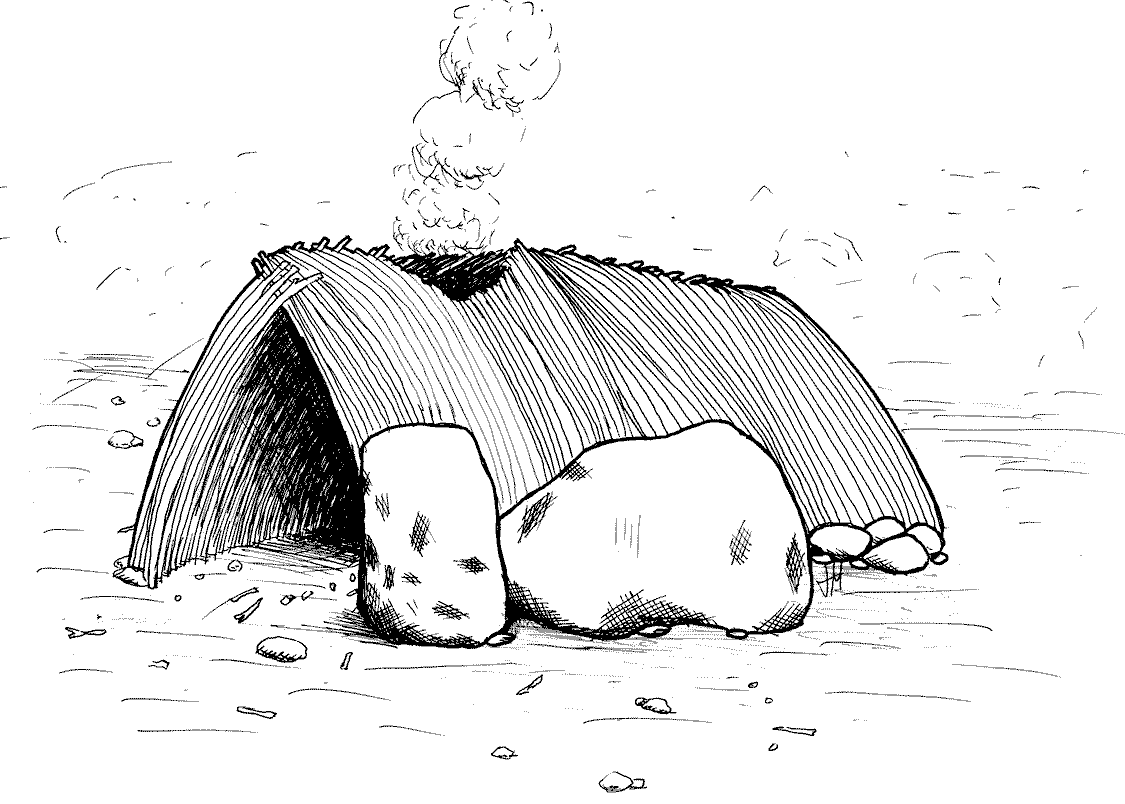
Representação de uma cabana de Terra Amata em Nice, França, como postulada por Henry de Lumley datada de 400 000 anos atrás.

O mais notável usuário de ferramentas acheulenses é o Homo ergaster (às vezes chamado de Homo erectus arcaico), cujas panóplias são quase exclusivamente acheulenses. Posteriormente, as espécies relacionadas Homo heidelbergensis (o ancestral comum dos neandertais e Homo sapiens) as utilizaram extensivamente. Ferramentas acheulenses tardias ainda eram utilizadas por espécies derivadas de H. erectus, incluindo o Homo sapiens idaltu e os primeiros neandertais.
A simetria dos bifaces tem sido usada para sugerir que os usuários de ferramentas acheulenses possuíam a capacidade de usar a linguagem; as partes do cérebro conectadas ao controle refinado e ao movimento estão localizadas na mesma região que controla a fala. A maior variedade de tipos de ferramentas em comparação com as indústrias anteriores e sua forma estética e funcional agradável poderia indicar um nível intelectual mais alto nos usuários de ferramentas acheulenses do que em hominínios anteriores. Outros argumentam que não há correlação entre habilidades espaciais na fabricação de ferramentas e comportamento linguístico, e que a linguagem não é aprendida ou concebida da mesma forma que a fabricação de artefatos.
Os achados do Paleolítico Inferior feitos em associação com os bifaces acheulenses, como a Vênus de Berekhat Ram, têm sido usados para defender a expressão artística entre os usuários das ferramentas. A tíbia de elefantes incisos de Bilzingsleben, na Alemanha, e os achados de ocre de Kapthurin, no Quênia, e Duinefontein, na África do Sul, são às vezes citados como sendo alguns dos primeiros exemplos de sensibilidade estética na história humana. Existem inúmeras outras explicações apresentadas para a criação destes artefatos; entretanto, evidências da arte humana não se tornaram comuns até cerca de 50.000 anos atrás, após o surgimento do Homo sapiens moderno.
O sítio de matança em Boxgrove, na Inglaterra, é outro local famoso do Acheulense. Até a década de 1970, estes sítios de matança, muitas vezes em poços d'água onde os animais se reuniam para beber, eram interpretados como sendo onde os usuários de ferramentas acheulenses matavam a presa, cortavam suas carcaças e depois descartavam as ferramentas que tinham usado. Desde o advento da zooarqueologia, que colocou maior ênfase no estudo de ossos de animais de sítios arqueológicos, esta visão mudou. Muitos dos animais nestes sítios de matança foram encontrados mortos por outros animais predadores, logo, é provável que os humanos do período complementassem a caça com o abate de animais já mortos.
Escavações no sítio da Ponte Bnot Ya'akov, localizada ao longo da fenda do Mar Morto, no Vale de Hula, sul do norte de Israel, revelaram evidências de habitações humanas na área desde 750.000 anos atrás. Arqueólogos da Universidade Hebraica de Jerusalém afirmam que o local fornece evidências de "comportamento humano avançado" meio milhão de anos antes do que foi estimado anteriormente. Seu relatório descreve uma camada acheulense no local, na qual inúmeras ferramentas de pedra, ossos de animais e restos de plantas foram encontrados.
A caverna de Azykh, localizada no Azerbaijão, é outro sítio onde foram encontradas ferramentas acheulenses. Em 1968, uma mandíbula inferior de um novo tipo de hominídeo foi descoberta na quinta camada (a chamada camada acheuleana) da caverna. Especialistas chamaram este tipo de "Azykhantropus".
Apenas poucas evidências de artefatos sobrevivem dos usuários de ferramentas acheulenses que não as próprias ferramentas de pedra. As cavernas foram exploradas para habitação, mas os caçadores-coletores do Paleolítico também possivelmente construíram abrigos como os identificados em conexão com as ferramentas acheulenses em Grotte du Lazaret e Terra Amata, perto de Nice, na França. A presença dos abrigos é deduzida a partir de grandes rochas nos locais, que podem ter sido utilizadas para pesar o fundo de estruturas em forma de tenda ou servir como fundações para cabanas ou quebra-ventos. Estas pedras podem ter sido depositadas naturalmente. Em todo caso, uma estrutura frágil de madeira ou pele de animal deixaria poucos vestígios arqueológicos após tanto tempo. O fogo estava aparentemente sendo explorado pelo Homo ergaster, e teria sido uma necessidade na colonização da Eurásia mais fria a partir da África. Evidências conclusivas de domínio sobre ele tão cedo são, no entanto, difíceis de encontrar.